# Fodor László (brigadéros)
Fodor László (? – Győr, 1710. január 18.) - kuruc brigadéros, dunántúli birtokos nemes.

## Életpályája
Születési helye és ideje nem ismert. 1704-ben a dunántúli protestáns rendek követe volt Bercsényinél. 1705-ben kuruc főmustra-mester, majd ez év végén ezeres kapitány lett, egyben a Gazdasági Tanács tagja 1707-ig. Ezeres kapitányként 1708. január 15-én részt vett a Dunántúl tíz vármegyéjének Sümegre összehívott majd 10 napig tartó gyűlésén. 1709-ben brigadéros lett, 1709 augusztusában a dunaföldvári csatában sebesülten a császáriak fogságába esett. Megtorlásul Ocskay haláláért Heister tábornagy kilencedmagával kivégeztette.